# Hrekopavlivka, Novi Sanjarî
Hrekopavlivka (în ucraineană Грекопавлівка) este un sat în comuna Stovbîna Dolîna din raionul Novi Sanjarî, regiunea Poltava, Ucraina.

## Demografie
Componența lingvistică a localității Hrekopavlivka
     Ucraineană (92,86%)
     Rusă (5,71%)
     Română (1,43%)
Conform recensământului din 2001, majoritatea populației localității Hrekopavlivka era vorbitoare de ucraineană (92,86%), existând în minoritate și vorbitori de rusă (5,71%) și română (1,43%).